# Avançsa
Avançsa és una empresa pública de la Generalitat de Catalunya creada el 1985 amb el nom d'Eplicsa, per impulsar l'ecosistema empresarial català. Està adscrita al departament d'Empresa i Treball. Des de la crisi del 2009 va adoptar un paper més actiu, i va passar d'ajudar accionarialment algunes empreses, a ser una eina de política industrial activa participant econòmicament en empreses estratègiques en crisi. El 2012 va absorbir l'empresa Invertec, creada el 2002, amb objectius similars, per "optimitzar recursos i reduir despeses".